# Plošná jasnost
Plošná jasnost určuje jasnost určené velikosti plochy rozsáhlého astronomického objektu, jako například galaxie, hvězdokupy nebo mlhoviny. Související astronomickou jednotkou je zdánlivá magnituda.

## Popis
Zdánlivá magnituda je míra jasnosti astronomického objektu, kterou můžeme zjistit sečtením jasnosti v celé ploše objektu, případně může být použit luxmetr zastíněný příslušnou clonou. Od naměřené hodnoty je nutné odečíst jas pozadí. Výsledná magnituda má stejnou hodnotu jako bodový zdroj světla vyzařující stejné množství energie.
Zdánlivá magnituda astronomického objektu je obecně dána jako celková hodnota. Pokud má nějaká galaxie magnitudu 12,5, znamená to, že z galaxie vidíme stejné množství světla jako bychom viděli z hvězdy s magnitudou 12,5. Ovšem úhlová velikost hvězdy je tak malá, že se při pozorování jeví prakticky jako bodový zdroj (hvězda s největší úhlovou velikostí 0,057 ± 0,005" je R Doradus), zatímco galaxie může mít rozlohu několika obloukových vteřin nebo minut. Světlo z galaxie je tedy na rozdíl od hvězdy rozptýleno na velké ploše a kvůli světelnému znečištění je obtížné, a často i nemožné, galaxii uvidět. Zdánlivá magnituda je vhodný ukazatel viditelnosti bodového nebo úhlově malého objektu, zatímco plošná jasnost je vhodný ukazatel pro rozsáhlé objekty. Zda počítat objekt za malý nebo velký záleží na místních pozorovacích podmínkách a řídí se Riccovým zákonem. Obecně je pro určení viditelnosti objektu potřeba znát hodnotu zdánlivé magnitudy i plošné jasnosti.

## Výpočet plošné jasnosti
Plošná jasnost je obvykle udávána v magnitudách na čtvereční obloukovou sekundu (mag/arcsec^2). Magnituda je logaritmická veličina, a proto nelze plošnou jasnost vypočítat jednoduchým vydělením magnitudy plochou. Plošnou jasnost objektu S se zdánlivou magnitudou m rozšířeného na ploše A čtverečních obloukových sekund určíme jako:
{\displaystyle S=m+2.5\cdot \log _{10}A.}
Pro astronomické objekty je plošná jasnost obdobou fotometrické veličiny jasu a tedy neměnná se vzdáleností objektu: objekt sice se vzdáleností slábne, ale zároveň klesá i jeho úhlová plocha. Geometricky to můžeme vyjádřit tak, že pro blízký objekt vyzařující určité množství světla klesá světelný tok se čtvercem vzdálenosti od objektu, ale plocha objektu viděná v určeném prostorovém úhlu (například 1 čtvereční oblouková sekunda) roste ve stejném poměru, a plošná jasnost tedy zůstává stejná.
Toho se využívá u rozsáhlých objektů (mlhoviny, galaxie) k odhadu jejich prostorové vzdálenosti z povrchového jasu, výsledkem je modul vzdálenosti (anglicky distance modulus).

## Vztah k fyzikálním jednotkám
Plošná jasnost v jednotkách magnitudy je spojená s plošnou jasností ve fyzikálních jednotkách sluneční zářivosti na čtvereční obloukovou sekundu takto:
{\displaystyle S({\rm {mag}}/{\rm {arcsec}}^{2})=M_{\odot }+21.572-2.5\log _{10}S(L_{\odot }/{\rm {pc}}^{2}),}
kde {\displaystyle M_{\odot }} a {\displaystyle L_{\odot }} jsou absolutní magnituda a svítivost Slunce ve vybraném spektrálním pásmu.